# Folmskär
Folmskär är en ö i Åland (Finland). Den ligger i den nordöstra delen av landskapet, 40 km nordost om huvudstaden Mariehamn. Arean är 0,47 kvadratkilometer.
Terrängen på Folmskär är mycket platt. Öns högsta punkt är 20 meter över havet. Den sträcker sig 1,2 kilometer i nord-sydlig riktning, och 0,8 kilometer i öst-västlig riktning.